# Meurigita-K
La meurigita-K és un mineral de la classe dels fosfats. Va ser anomenada l'any 1996 en honor de John Meurig Thomas (15 de desembre de 1932, Llanelli, Gal·les del Sud, Regne Unit - 13 de novembre de 2020), un investigador i químic cristal·lí conegut pel seu treball sobre catàlisi heterogènia. Va rebre el nom de meurigita, però va ser reanomenada al nom actual el 2009.

## Característiques
La meurigita-K és un fosfat de fórmula química KFe3+₈(PO₄)₆(OH)₇·6.5H₂O. Va ser aprovada com a espècie vàlida per l'Associació Mineralògica Internacional l'any 1995. Cristal·litza en el sistema monoclínic. La seva duresa a l'escala de Mohs és 3. Possiblement idèntica a la fosfofibrita.
Segons la classificació de Nickel-Strunz, la meurigita-K pertany a «08.DJ: Fosfats, etc, amb cations de mida mitjana i gran, (OH, etc.):RO₄ = 1:1» juntament amb els següents minerals: johnwalkita, olmsteadita, gatumbaïta, camgasita, fosfofibrita, meurigita-Na, jungita, wycheproofita, ercitita, mrazekita i attikaïta.

## Formació i jaciments
Va ser descoberta a la mina Chino, situada a la localitat de Santa Rita, dins el districte miner de Santa Rita del comtat de Grant (Nou Mèxic, Estats Units). També ha estat descrita als estats de Nevada i Dakota del Sud, així com al Brasil, Xile, França, Alemanya, Txèquia i Austràlia.